# Z mikrofonem po boiskach
Z mikrofonem po boiskach – audycja radiowa o tematyce sportowej emitowana przez Polskie Radio Katowice.
Jest to najstarsza w Polsce nadawana cyklicznie audycja sportowa, jej emisję rozpoczęto w 1954 roku. Program zawiera relacje z meczów śląskich klubów piłki nożnej, siatkówki, hokeja na lodzie i innych dyscyplin, ale także relacje z imprez lokalnych i międzynarodowych - mistrzostw Europy, świata, igrzysk olimpijskich.
Główne wydanie programu nadawane jest w soboty i niedzielę od 19.05. Krótsza forma Z Mikrofonem Po Boiskach, będąca sportowym podsumowaniem dnia, emitowana jest codziennie od godziny 21:05. Prowadzący: Krzysztof Klepczyński i Tadeusz Musioł.